# Automolis postfuscescens
Automolis postfuscescens är en fjärilsart som beskrevs av Embrik Strand 1917. Automolis postfuscescens ingår i släktet Automolis och familjen björnspinnare. Inga underarter finns listade i Catalogue of Life.